# Powertrip
Powertrip è il quarto album in studio del gruppo rock statunitense Monster Magnet, pubblicato nel 1998.

## Tracce
1. Crop Circle – 5:32
2. Powertrip – 3:31
3. Space Lord – 5:55
4. Temple of Your Dreams – 4:35
5. Bummer – 7:35
6. Baby Götterdämerung – 3:09
7. 19 Witches – 4:02
8. 3rd Eye Landslide – 5:10
9. See You in Hell – 4:05
10. Tractor – 3:26
11. Atomic Clock – 5:06
12. Goliath and the Vampires – 4:13
13. Your Lies Become You – 4:18

## Formazione
- Dave Wyndorf - chitarra, voce
- Ed Mundell - chitarra
- Joe Calandra - basso
- Jon Kleiman - batteria